# Шах-Дили
Шах-Дили (азерб. Şah Dili) — коса на крайнем юге Апшеронского полуострова. Является самой восточной точкой материкового Азербайджана. Административно относится к посёлку Бина города Баку.

## Физико-географическая характеристика
Коса имеет длинную и узкую форму. Распространены солёные пруды и болотистые участки. Малое превышение уровня моря объясняет наличие солёных грунтовых вод вблизи поверхности. Климат характеризуется сильными ветрами.

## Апшеронский национальный парк
На территории косы располагается Апшеронский национальный парк. На сухой территории мыса обитают шакалы, лисицы, барсуки, зайцы, в водах Каспийского моря тюлени и рыбы, птицы серебристая чайка, лебедь-шипун, лысуха, шилохвость, кряква, большая белая цапля, болотный лунь и другие перелётные птицы.